# Raimund von Stillfried-Rathenitz
Raimund Freiherr von Stillfried und Rathenitz (känd internationellt som baron Raimund von Stillfried-Rathenitz), född 6 augusti 1839 i Komotau i Böhmen, död 12 augusti 1911 i Wien, var en österrikisk friherre, militär, fotograf och målare.
Han var son till officeren August Wilhelm Freiherr von Stillfried-Rathenitz (1806-1897) och grevinnan Maria Anna Clam-Martinicz (1802-1874). Som tolvåring blev han kadett vid Marinakademin i Triest men lärde sig samtidigt måleri av konstnären Bernhard Fiedler. År 1856 flyttades han till Linz och studerade där istället under Josef Maria Kaiser. Han gjorde karriär inom pionjärtrupperna men lämnade frivilligt militären 1863 för att resa i Sydamerika, Kina och Japan, där han i Nagasaki tog arbete på Textor & Co, en holländsk textilfirma. I två år kämpade han sedan i Mexiko för kejsar Maximilian I, innan han kort återvände till Österrike för att därefter flytta tillbaka till Japan.
I Tokyo var von Stillfried-Rathenitz fram till 1870 i tjänst både vid den nordtyska legationen och samtidigt som politisk korrespondent för Österrikes regering. År 1871 grundade han fotostudion Stillfried & Comp. i Yokohama, och två år senare visade han upp sina fotografier i Wien vid Världsutställningen 1873 (han deltog senare även i andra utställningar). Assistenten Hermann Andersen gjorde han år 1875 till sin kompanjon, och efter en brand 1877 köpte de den brittisk-italienske fotografen Felice Beatos butik och negativarkiv. Under slutet av 1870-talet var han i styrelsen för det japanska statstryckeriet i Tokyo, och sedan (mellan 1880 och 1883) reste han i Hongkong och Siam, för att därefter återvända till Wien. Han genomförde 1889 en stor fotoresa till Dalmatien, Bosnien-Herzegovina och Grekland, men efter det målade han mest akvareller.

## Utmärkelser
- Riddare av Franz Joseph-Orden, 1871
- Medlem i Photographischen Gesellschaft i Wien, 1872
- Fortschrittsmedaille, 1873
- k.k. österrikisk-ungersk hovfotograf, 1875

## Galleri

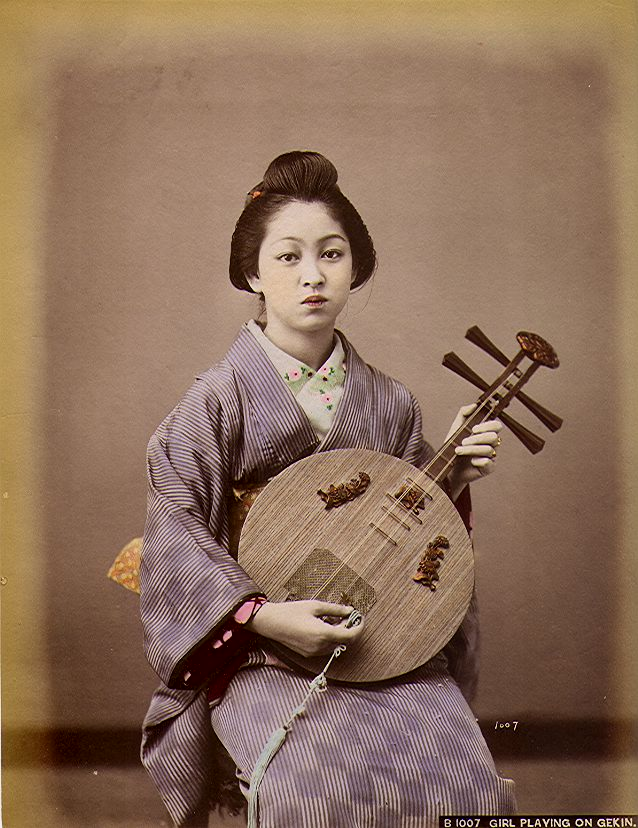
japansk flicka med gekkin
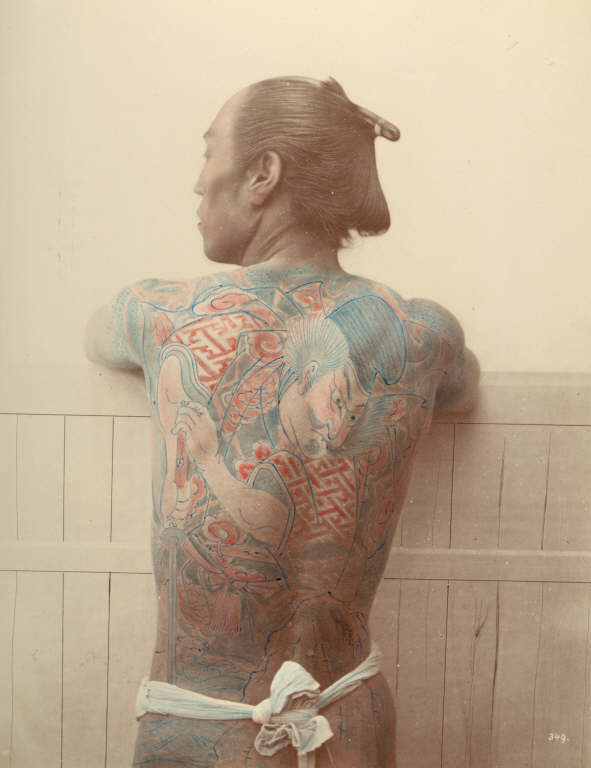
tatuerad japansk man
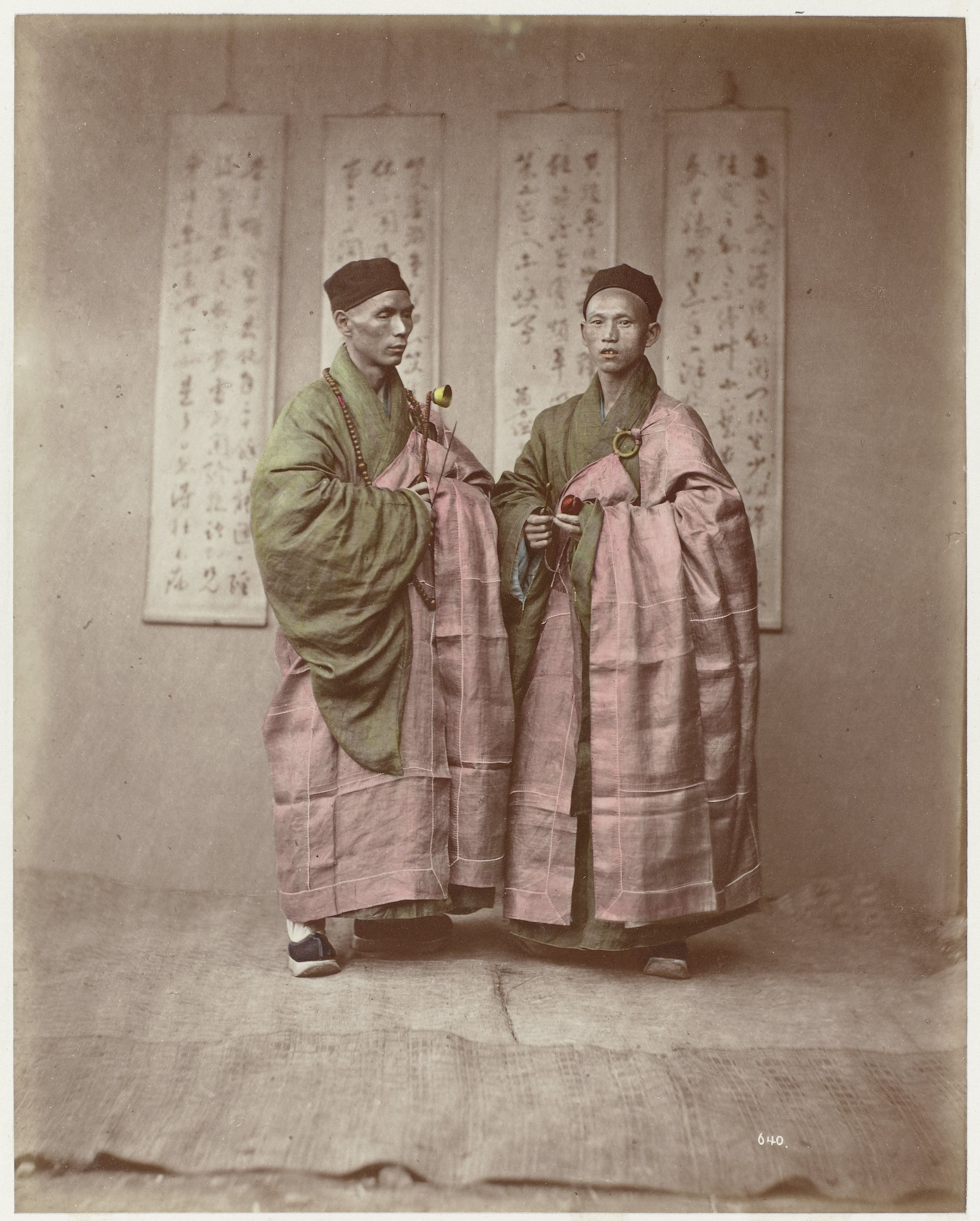
två buddhistmunkar
japansk man i västerländska kläder
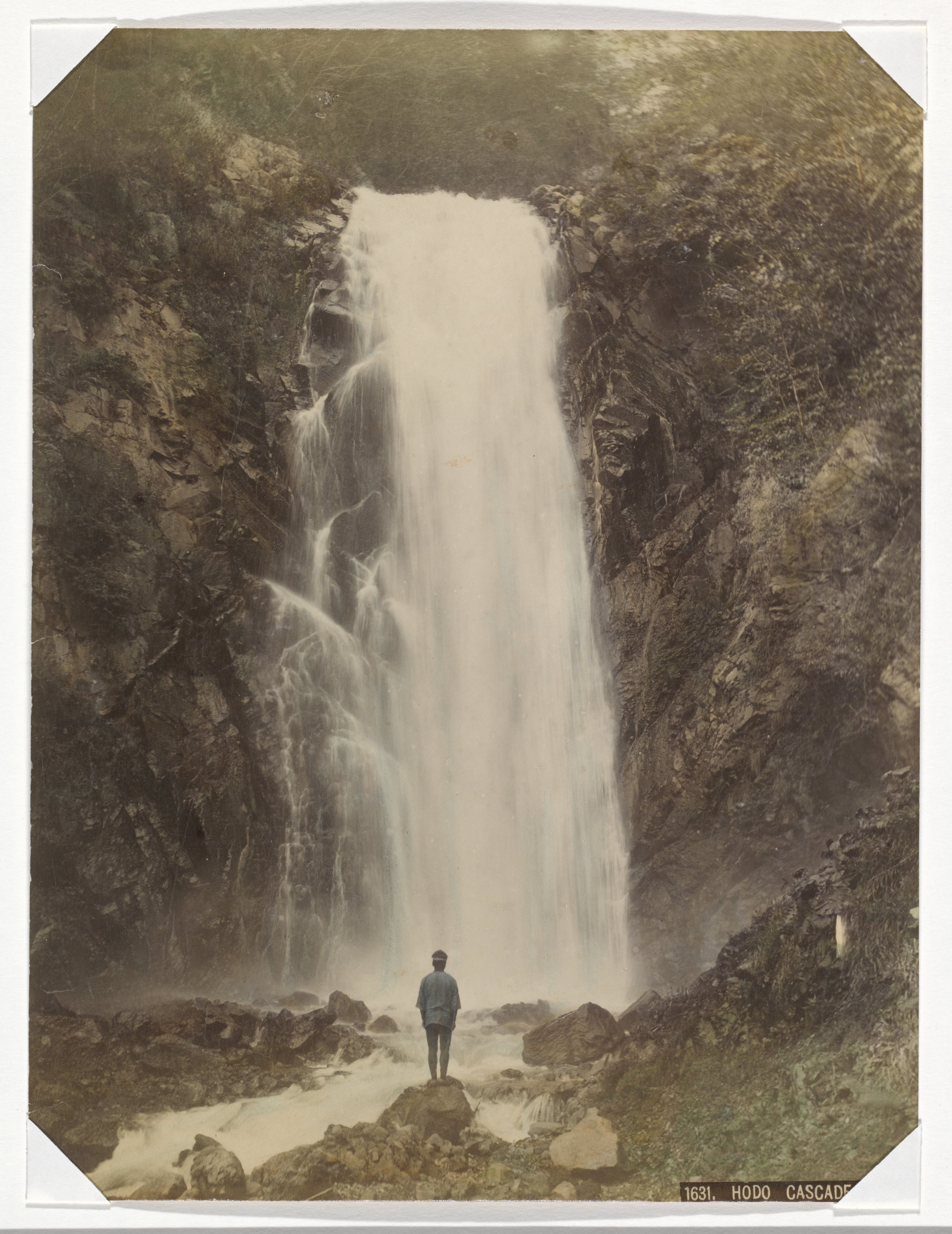
Hodo-fallen vid Nikko